# 卡纳维拉尔角空军基地1号发射台
卡纳维拉尔角1号发射台(LC-1)是美国一座已停用的发射场，位于卡纳维拉尔角最东端。与2，3，4号发射台一同因为SM-62鲨蛇导弹计划而建造于20世纪50年代早期。首次发射是在1955年1月13日。该发射场一直承担鲨蛇发射任务知道1960年，随后在水星计划期间充作直升飞机停机场。发射场最后一次使用是80年代承担系留高空雷达气球试验。